# Оксид стронцію
Окси́д стро́нцію — неорганічна бінарна сполука Стронцію та Оксигену складу SrO. Являє собою білі аморфні кристали. Тугоплавка сполука, поглинає воду та вуглекислий газ із повітря. Проявляє сильні осно́вні властивості. У природі оксид стронцію поширений у мінералах стронціаніті, целестині, лампрофіліт.

## Поширення у природі

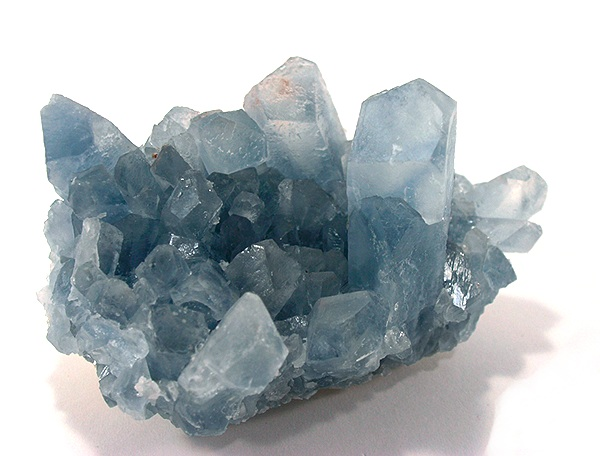
Целестин

Оксид стронцію часто зустрічається у природі вигляді мінеральних змішаних сполук: карбонатів, сульфатів, силікатів тощо. Основними мінералами, що містять SrO, є стронціаніт (70,2% SrO), целестин (56,4%), лампрофіліт. Дещо менший вміст оксиду стронцію мають брюстерит і анкіліт.

## Отримання
Оксид стронцію утворюється в результаті спалення металевого стронцію на повітрі:
{\displaystyle \mathrm {2Sr+O_{2}{\xrightarrow {>250^{o}C}}\ 2SrO} }
Також сполуку можна отримати після термічного розкладання оксигенвмісних сполук стронцію:
{\displaystyle \mathrm {Sr(OH)_{2}{\xrightarrow {500-850^{o}C}}\ SrO+H_{2}O} }
{\displaystyle \mathrm {SrCO_{3}{\xrightarrow {1100-1200^{o}C}}\ SrO+CO_{2}} }
{\displaystyle \mathrm {2Sr(NO_{3})_{2}{\xrightarrow {>570^{o}C}}2SrO+4NO_{2}+O_{2}} }
{\displaystyle \mathrm {2SrSO_{4}{\xrightarrow {>1300^{o}C}}2SrO+2SO_{2}+O_{2}} }

## Хімічні властивості
Оксид стронцію активно взаємодіє з водою. Але, на відміну від реакцій оксиду кальцію, ця взаємодія супроводжується поглинанням тепла:
{\displaystyle \mathrm {SrO+H_{2}O\rightarrow \ Sr(OH)_{2}} }
За великого тиску (200-250 атм) сполука здатна окиснюватися до пероксиду стронцію:
{\displaystyle \mathrm {2SrO+O_{2}{\xrightarrow {400^{o}C,200atm}}2SrO_{2}} }
Оксид проявляє сильні осно́вні властивості, реагуючи з кислотами та кислотними оксидами. При кімнатній температурі поглинає з повітря вуглекислий газ (тому його зберігають у запаяних ампулах).
{\displaystyle \mathrm {SrO+2HCl\rightarrow SrCl_{2}+H_{2}O} }
{\displaystyle \mathrm {3SrO+2H_{3}PO_{4}\rightarrow Sr_{3}(PO_{4})_{2}+3H_{2}O} }
{\displaystyle \mathrm {SrO+CO_{2}\rightarrow SrO+CO_{2}} }
При взаємодії з метанолом утворюються алкоголяти стронцію:
{\displaystyle \mathrm {SrO+CH_{3}OH\rightarrow CH_{3}OSr(OH)+(CH_{3}O)_{2}Sr+H_{2}O} }

## Застосування
Оксид стронцію є вихідною сполукою для синтезу більшості сполук стронцію. Його застосовують у будівельній промисловості, у виробництві скла та емалей. Також він використовується як складова каталізаторів дегідрогенізації.